# Bienal del Mercosur

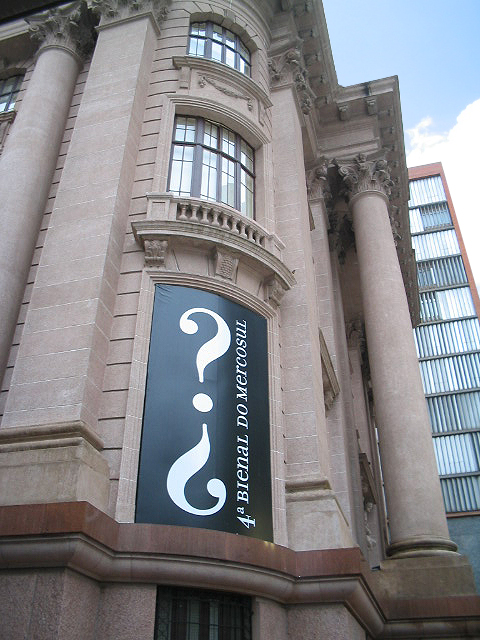
4.ª Bienal del Mercosur.

La Bienal del Mercosur es una muestra internacional de arte contemporáneo que se realiza en Porto Alegre, Brasil cada dos años. La primera edición se realizó entre el 2 de octubre y el 20 de noviembre de 1997.

## Historia
La realización de la bienal es producto de la iniciativa conjunta de sectores privados y públicos, entre empresarios, coleccionistas, productores y artistas apoyados por el gobierno del estado, quienes hacia la mitad de la década de los '90 ideaban una iniciativa que permitiera el intercambio cultural entre las naciones de Latinoamérica y darle un evento de importancia internacional al estado. Aprovechando la contingencia de la formación del mercosur deciden acotar el intercambio principalmente entre los integrantes del pacto: Argentina, Brasil, Paraguay y Uruguay, para más tarde integrarse Bolivia y Chile. Es así como para '96 forman la Fundación Bienal de Artes Visuales del Mercosur que es la encargada de desarrollar cada encuentro. Y a la cual se sumaria más tarde la Fundación PAMERCO  como facilitadores del intercambio cultural
Para la 6.ª edición de la bienal, realizada entre el 1 de septiembre y el 18 de noviembre del 2007, hubo un cambio en el criterio curatorial, que hasta ese entonces se basaba en la convocatoria de representaciones nacionales. Ahora se ampliaría el criterio de intercambio regional, para guiarse por un criterio propuesto por un curador general, apoyado por un grupo de curadores que proponen artistas y obras que traspasa la lógica de representar a los países del mercosur.
- Datos: Q5648891